# 코리아 메드
코리아 메드는 한국 의학 논문 편집 위원회(KAMJE)가 제공하는 의학 논문 검색 자료 제공처로서 1997년 이후 한국의학논문 색인집과 논문 전체 자료를 제공한다.